# Bolbitis gaboonensis
Bolbitis gaboonensis är en träjonväxtart som först beskrevs av William Jackson Hooker, och fick sitt nu gällande namn av Carl Frederik Albert Christensen. Bolbitis gaboonensis ingår i släktet Bolbitis och familjen Dryopteridaceae. Inga underarter finns listade.